# Петрушино (Ростовська область)
Петрушино — село у складі Новобезсергенівського сільського поселення Неклинівського району Ростовської області.
Населення — 2069 осіб (2010 рік).

## Географія
Розташоване на березі Азовського моря, біля основи Петрушиної коси. Межує з південним заходом Таганрозького авіаційного науково-технічного комплексу імені Р. М. Берієва.

## Історія

### Московсько-турецький морський бій при Петрушино 1711 року
2 серпня 1711 року біля морського берега, де нині знаходиться Петрушино, новий московський флот базувався в гавані фортеці Троїцька-на-Таганрозі, під командуванням московського адмірала Корнеліуса Крюйса відбив атаку на місто великої турецької ескадри. Спроби взяти Таганрог обхідним маневром за допомогою десанту яничарів, що висадилися на Петрушиній косі, було відкинуто півторами тисячами козаків, поселених Петром на Міусі, й двома батальйонами піхоти. 11 вересня 1998 року, у день трьохсотріччя Таганрога, на морському обриві, у місця де відбувалася сутичка, Спілкою козаків Таганрога був встановлений сталевий шестиметровий поклінний хрест.

### Німецька катівня доби німецько-радянської війни

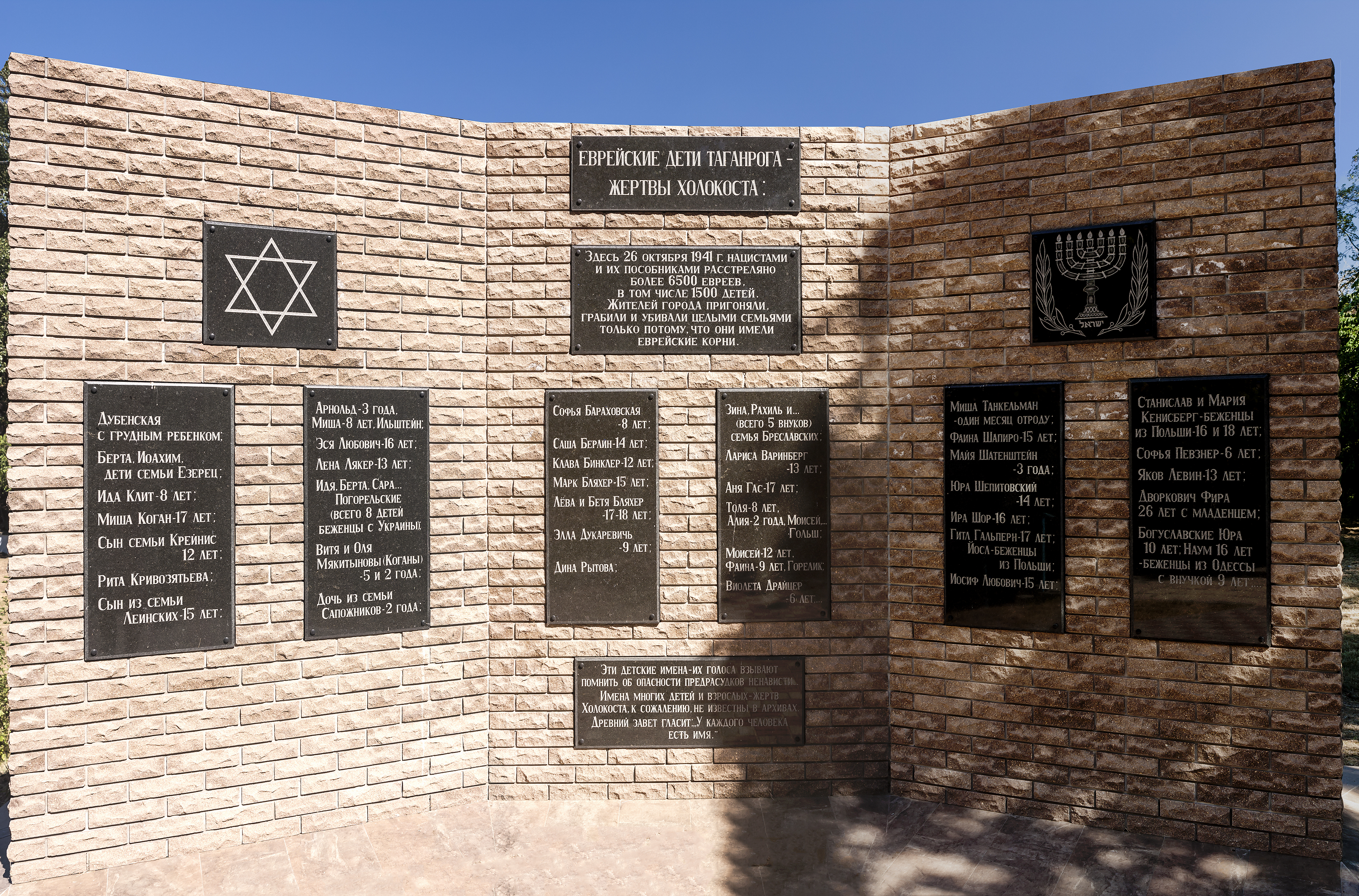
Пам'ятник євреям — жертвам фашистського геноциду. Село Петрушино

У селі розташовано меморіальний комплекс «Петрушинська балка смерті» — місце масових страт і поховань тисяч людей, закатованих й розстріляних німцями під час окупації Таганрога. Так, 26 жовтня 1941 року, за наказом коменданта, перші 1800 євреїв, Таганрогу, були відправлені на Петрушину косу, де всі вони були розстріляні. Всього, за офіційними даними, загинуло 6975 осіб, включаючи 1,5 тисячі єврейських дітей (багатьох дітей вбивали, змащуючи губи сильнодіючою отрутою).

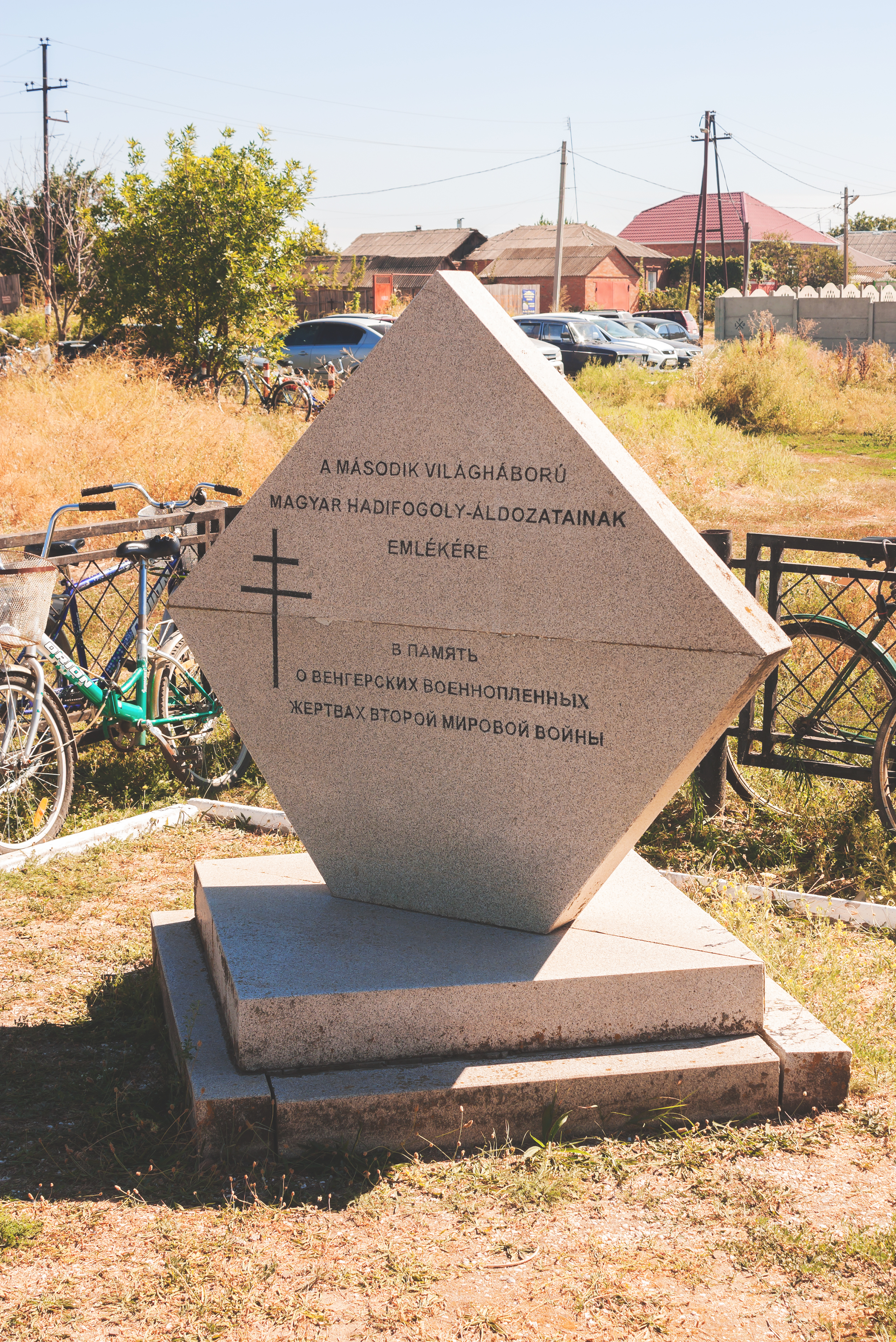
Пам'ятник Угорським військовополоненим жертвам другої світової війни

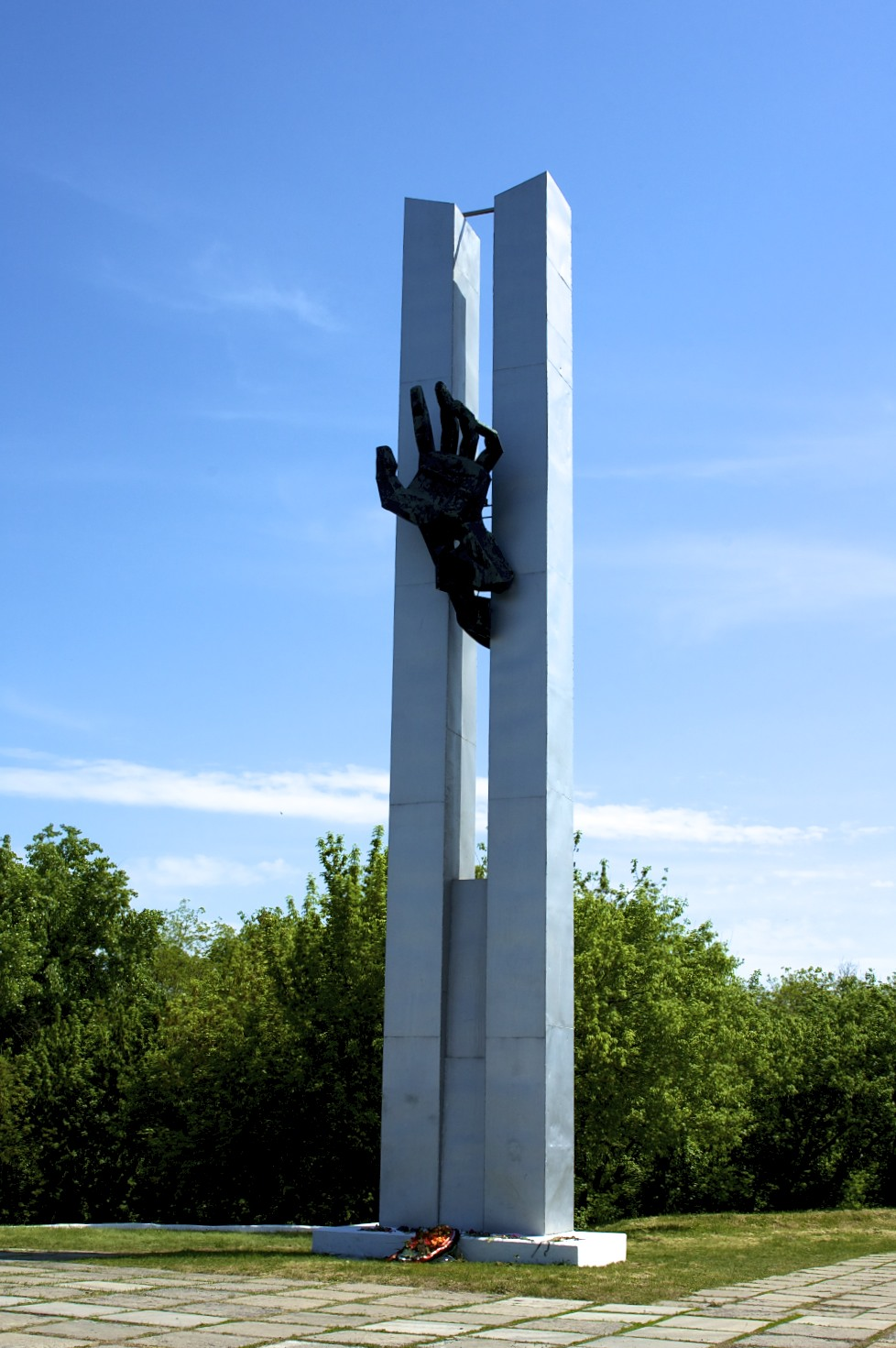
Монумент «Борці» на території меморіального комплексу «Балка смерті»

Загалом, на Петрушиній косі закатовано й розстріляно за різними даними від 10000 до 12000 осіб. Імена багатьох страчених так і не відновлені. Відомо, що велика частина розстріляних — це мешканці Таганрога, в основному, євреї та цигани, але також тут були вбиті військовополонені, заручники, комуністи й комсомольці, хворі та інваліди. Розстріли проводилися систематично 3 рази на тиждень з 1941 по 1943. Людей привозили і приганяли практично зі всієї області. Місцем їх упокоєння стала Петрушинська балка, де до війни добували глину для цегельного заводу. У 1950-х роках, на пам'ять про загиблих тут були посаджені дерева. Меморіал був зведений з ініціативи відомого громадського діяча, малолітнього в'язня фашистської в'язниці Танхи Отерштейна, голови місцевої єврейської громади.

## Пам'ятки
На території села (вул. Інструментальна, 1) також встановлено пам'ятний знак угорським військовополоненим.
В селі також розташовано Музей сучасного мистецтва Садиба Расташанських (вул. Стахановська 26).
Влітку на території села діє упорядкований пляж, на який з Таганрога можна потрапити через Таганрозьким авіаційний науково-технічний комплекс імені Р. М. Берієва.